# Néron et Agrippine
Pour plus de détails, voir Fiche technique et Distribution.
Néron et Agrippine (Nerone e Agrippina) est un film italien réalisé par Mario Caserini, sorti en 1914. Le film met en vedette Vittorio Rossi Pianelli et Maria Caserini dans les rôles-titres de figures historiques de l'histoire romaine : Néron et Agrippine.

## Synopsis[1]
Le film se compose de 10 parties :
1. Agrippine assure le pouvoir à Néron - Mort de Claude
2. Néron et Actè la favorite - Octavie et Britannicus
3. Néron dans la seconde moitié de son règne - Au théâtre de Néron
4. De l'amour à la haine - La mort de Britannicus
5. Néron médite le matricide - Les fêtes nautiques d'Anzio
6. Agrippine rencontre le fer homicide - L'incendie de Rome
7. La grande promesse du Christ - Les orgies de Néron
8. Paul de Tarse dans les catacombes - L'arrestation des chrétiens
9. Dans le cirque - À mort ! Les chrétiens tous courageux - Les torches humaines
10. Sénèque conspire contre Néron - L'heure de faire les comptes - Mort de Néron

## Fiche technique
- Titre : Néron et Agrippine
- Titre original : Nerone e Agrippina
- Réalisation : Mario Caserini
- Scénario : Luigi Marchese d'après le livret d'Arrigo Boito
- Production : Gloria Film (it)
- Photographie : Giacomo Farò et Angelo Scalenghe (it)
- Assistants-réalisateurs : Giuseppe De Liguoro, Alberto Degli Abbati et Emilio Petacci
- Pays d'origine : Royaume d'Italie
- Format : Noir et blanc - 1,33:1 - Film muet
- Genre : historique
- Date de sortie :
  -  Royaume d'Italie : 20 mars 1914
- Durée : 2 000 mètres

## Distribution
- Vittorio Rossi Pianelli : Néron
- Maria Caserini : Agrippine
- Lydia De Roberti : Poppée
- Emilio Petacci : Claude
- Mario Bonnard : Pétrone
- Camillo De Riso : Chilone
- Letizia Quaranta : Ottavia
- Gian Paolo Rosmino : Britannicus
- Aldo Sinimberghi : Vibus
- Fernanda Sinimberghi : Claudia Acte
- Paolo Cantinelli : Pallante
- Gentile Miotti : Bouffon de la cour
- Dante Cappelli (it) : Tigellino
- Telemaco Ruggeri : Seneca

## Production
À la base, la société de production Gloria Film (it) avait prévu de tourner une adaptation du livre Les Derniers Jours de Pompéi du britannique Edward Bulwer-Lytton mais elle renonça à poursuivre face à la concurrence de la production d'Arturo Ambrosio et Ernesto Maria Pasquali qui sortirent Les Derniers Jours de Pompéi (réalisation de Mario Caserini et Eleuterio Rodolfi) en août 1913. Néanmoins certaines scènes avaient été tournées dans les arènes de Vérone, scène qui servit pour ce film.
La Gloria Film (it) est fondé par son réalisateur Mario Caserini qui viennent tout juste d'avoir un succès avec Ma l'amor mio non muore..., considéré comme le chef-d'œuvre du réalisateur. Néron est un sujet récurrent du cinéma italien avec notamment les nombreuses adaptations de Quo vadis ? de l'écrivain polonais Henryk Sienkiewicz.
Le réalisateur Mario Caserini est un des pionniers du cinéma italien, considéré comme le père du cinéma populaire italien. Il fait tourner sa femme l'actrice Maria Gasparini devenue dès lors Maria Caserini dans le rôle d'Agrippine. Dans le rôle de Néron on trouve Vittorio Rossi Pianelli, spécialiste des rôles historiques : il a dèjà joué Napoléon dans Napoléon à Sainte-Hélène  du même Caserini ou le pape Alexandre VI dans le César Borgia de Gerolamo Lo Savio.
Le scénario est confié à Luigi Marchese qui se base sur le livret d'Arrigo Boito rédigé en 1901, mais qui ne sera mis en musique qu'en 1924, sous le titre Nerone.
Le film est projeté pour la première fois le 20 mars 1914 au cinéma Borsa de Turin en présence de membres de la famille royale de Savoie.
Le film est encensé par la critique de l'époque mais malheureusement le film Cabiria de Giovanni Pastrone produit par l'Itala Film sort quelques jours après et tous les projecteurs seront sur ce dernier. Le déclenchement de la guerre freinera l'exportation du film, ce qui fait qu'en terme commercial le film reste un échec.
Une copie norvégienne a été retrouvée à Oslo au Norsk Film Institute en 1999 et la restauration a pu se faire sur 1 850 mètres sur les 2 000 mètres d'origine.